# 어디서나 직접 행동
어디에서나 직접 행동(디엑스이)는 동물 권리옹호 활동가들의 국제적 풀뿌리 연대체인데 샌프란시스코 만 권역에서 2013년에 설립되었다. 디엑스이는 방해하는 투쟁 방식을 그리고 비폭력 직접 행동 전술을 사용하는데 공장식 농장으로부터 동물에 대한 공개 구조처럼 말이다. 그들의 목적은 다음과 같은 운동을 조직하는 것인데 그것은 결국 문화를 바꿀 수 있고 사회적이고 정치적인 집단들을 바꿀 수 있는 것이다. 디엑스이 활동가들은 "물건 취급을 받는 동물의 상태를 종식"시키기 위해 활동한다.

## 역사

### 설립
디엑스이는 샌프란시스코 만 권역에서 소수의 사람들에 의해 미국에서 2013년에 설립되었는데 그들은 야외보다는 음식점과 상점 안에서 행동하기로 결정했고 그것은 더 전형적인 동물권 투쟁이었다. 디엑스이 공동설립자인 웨인 슝은 디엑스이를 만들기 전에 십 년 동안 도축장을 조사했는데 공개구조를 그리고 다른 형태의 비폭력 직접 행동을 확산시키는 목표를 가지고 말이다.
디엑스이의 첫 행동은 2013년 1월에 일어났다. 스프라우츠 농민 가게의 육류 계산대 앞에서 여섯 명의 활동가들이 시위를 벌였는데 거기 계산대 뒤에서 팔리는 물건은 음식이 아니라 "공장식 농장과 도축장에 있는 수십 억의 우리 친구들이 당하는 고문과 고통"이라고 주장하면서 말이다.

### 성장
디엑스이는 음식점과 상점 안에서의 투쟁을 계속해서 조직했는데, 남부기독교지도회의와 액트 업[권리 쟁취를 위한 에이즈 연대]을 영감의 원천으로 언급하면서 말이다. 2013년 8월에, 국제적 동시다발-도시 투쟁, ‘지구 생명 행진’의 로스앤젤레스 지역을 디엑스이 활동가들이 조직했다. 대략 40개의 도시와 다양한 활동가 집단이 그 행진에 참여했다.
2013년 10월에, 허수아비라고 불리는, 치포틀레에 의해 만들어진, 유행하는 동영상에 대응해서, 세 곳의 샌프란시스코 치포틀레 음식점에서 상점 안에서의 “다이-인[죽은듯이 누워있기]”을 디엑스이가 조직했다. 디엑스이는 다음과 같이 주장했는데 그것은 더 많이 자연스럽고 인간적인 음식 체계를 만드는 치포틀레의 의도된 노력을 광고하는 그 광고가 “인간성을 가장”하고 있다는 것이고, 그 광고를, 음식을 위해 동물들을 이용하고 죽이는, 내재적 폭력을 감추기 위해 의도된 판매 노력으로 동물권 활동가들은 규정한다는 것이다. 몇 주 안에, 시카고, 로스앤젤레스, 피닉스 그리고 필라델피아에서 비슷한 시위가 실행되었다. “그것은 음식이 아니라, 그것은 폭력이다” 구호 아래에서 조직된 세계 행동의 날을 위한 강령을 만드는 것에 의해 디엑스이는 대응했다.
세계적으로 조직된 월례의 행동의 날로 디엑스이는 지속해왔다. 치포틀레에 이어서, 활동가들은 또한 다른 상점, 음식점, 옷가게, 동물원, 서커스, 그리고 실험실을 목표로 설정해왔다. 초기의 행동들은 샌프란시스코 만 권역 근처에서 조직되었다. 2014년 12월까지, 적어도 20개 국가의 90개 도시로 디엑스이의 연대는 확장되었다.
디엑스이는 풀뿌리, 평화적 동물권 활동가들의 위해 연례 동물 해방 모임을 주최한다. 동물해방모임은 활동가들의 역량을 강화하는데 전적으로 초점을 맞춘 일주일 전체에 걸친 토론, 교육, 그리고 사교모임이다.

### 홀 푸즈 선전활동
조사 대상으로 미국에 본사를 둔 유기농 식품 가게인 홀 푸즈 마켓을 디엑스이는 선택했는데 왜냐하면 그 회사가 의심스럽게도 “축산업에 대한 대중의 시각을 거짓 판매 방식으로 적극적으로 조작하고 있”기 때문이다."
[동물단체] 휴메인의 인증을 받은 홀 푸즈 달걀 공급업체인, 캘리포니아 페탈루마에 있는 페탈루마 농장을 활동가들은 선택했는데, 첫 조사 대상으로 말이다. 한번은, 병든 암탉을 활동가들이 발견했는데 그 암탉은 주저앉고 필사적으로 숨쉬고 있었고 그들은 농장에서 그녀를 옮겼다. 그들은 그녀를 미화("아름다운 꽃"이라는 중국어)라고 이름지었고 후속하는 선전활동과 이미지 작업의 중심축으로 그녀의 회복을 삼았다. 같은 회사에 의해 소유된 다른 농장은 그후에 전임 노동자에 의해 촬영된 비슷한 동영상의 소재였다. 디엑스이의 그들의 첫 동영상의 공개 이후에 그 특정한 침입에 대한 말에 대해 요청 받았을 때, 소노마 군 보안관 사무소는 다음과 같이 말했는데 그것은완전한 조사가 진행 중이라는 것, 하지만 그 농장이 "산업 표준"에 의해 운영되고 있음이 밝혀졌다는 것이었다.
2015년 1월에 유튜브와 페이스북에 19분짜리 조사 동영상, "진실이 중요하다"를 디엑스이는 공개했고 '뉴욕타임즈'와 '마더 존즈'를 포함한, 많은 국제적 매체 보도에서 지면을 차지했다. 그 조사 이후에 많은 주말 동안, 그리고 그때부터 2016년 초에 이르기까지 매달, 삼십 여개 도시의 디엑스이 지부는 홀 푸즈 매장 안에서 투쟁을 조직했는데, 그 회사의 "가치가 중요하다" 광고 활동에 도전하면서 말이다. 조사 동영상의 공개 후에 금방 새로운 산란 기준을 홀 푸즈는 선언했다.
2015년 동안에, 2000개 이상의 회사들 중에서 단 세 곳 중 하나인, 디스텔 칠면조 농장을 많은 인원의 활동가들이 조사했는데, 그것들은 홀 푸즈의 동물 복지 평가 계획인, '국제동물협력'에 의해 사용되는 1에서 5까지의 등급에서 5 플러스 등급을 획득한 것들이었다. 활동가들은 캘리포니아 제임스타운의 디스텔 소유의 농장에서 제보를 받고 동영상을 촬영했는데, 그것은 오물, 과도한 수용, 그리고 태어나자마자 죽는 새들을 보여주었다.
홀 푸즈 농장인 제인들 농장으로의 2016년 11월의 또다른 조사를 디엑스이는 공개했는데 그것은 1960년대 이후로 추수감사절 칠면조를 백악관에 공급해왔고 동물복지심사에 의해서 동물복지에 대해 98퍼센트 점수를 받았다. 활동가들은 다음과 같은 새의 동영상을 공개했는데 그것은 닳아버린 부리를 가지고 있었고, 걸으려고 발버둥을 치고 있었으며, 발구르기를 계속할 정도로 과도하게 수용되어있었다. 디엑스이가 공개한 그 농장의 동영상은 다음과 같은 새를 보여주었는데 그것은 닳아버린 부리, 부러진 다리, 빠진 눈, 벗겨진 흉터 그리고 얼굴의 상처를 가지고 있었다. 한 장면에서, 어린 새의 곪은 상처를 칠면조들이 쪼고 갉는다. 다른 것에서, 썩어가는 사체가 살아있는 동물들 사이에서 바닥 위에 있다. 두 명의 허핑턴 포스트 기자들이 제인들의 소유주의 초대로 그 농장을 방문했고 심각한 상처는 많지 않았지만, 몇 마리의 칠면조가 밖으로 드러나는 흉터를 가지고 있었다. 디엑스이의 동영상에 대응해서, 이 단체[디엑스이]는 제인들의 법률 고문에 의해 에코테러리즘으로 고소되었는데 웨인 슝에게 보낸 편지에서, 그 고문은 또한 "당신의 단체에 의해 양산된 이 범죄행위는 유감스럽고, 간과될 수 없다."고 말했다."
2018년 5월 29일에, 캘리포니아 페탈루마의 캘 에그즈 농장 밖에서 투쟁을 전개했는데, 그곳은 홀 푸즈에의 공급자이다. 몇 명의 활동가들은 농장에 들어갔고 살아있고 병든 새들을 밖으로 옮겼다. 경범죄 침입으로 40명의 활동가들이 연행되었다. 미래에 합법적으로 동물들을 “구할 권리”를 확립하는 것으로 “공개 구조”를 디엑스이 활동가들은 본다.
캘리포니아 버클리의 홀 푸즈 상점 안에서의 많은 투쟁 이후에, 2018년 9월에 디엑스이 활동가들에 대한 접근 금지 명령을 홀 푸즈는 얻어내었는데, 그 특정한 상점 혹은 그것의 주차장에 들어가지 못 하도록 웨인 슝과 다른 150명의, 특정되지 않은 디엑스이 활동가들을 금지하면서 말이다.

### 해방 선언
2015년 11월에, “해방 선언”으로 알려진 새로운 행동에 대한 가장 눈에 띄는 지지자들 중 하나가 디엑스이는 되었는데 공동설립자 웨인 슝이, 선언을 발표하는 허핑턴 포스트의 기사를 작성하면서 말이다. 누리집 리버레이션플레지 닷 컴에 따르면, 다음의 세 가지에 의해 그것은 정의된다:
하나: 공개적으로 동물을 먹는 것을 거부한다—채식주의자로 산다.

둘: 사람들이 동물을 먹는 곳에서 앉아있는 것을 공개적으로 거부한다. 
셋: 선언을 하도록 다른 사람들을 설득한다.

그 선언은 공개될 때 다음과 같이 논쟁적으로 여겨졌는데 식량 정의 문제와 관련한 비판을 포함해서 말이고 선언을 하는 채식주의자들을 잠재적으로 고립시키면서 말이다. 동물권 운동의 많은 유명한 인물들이, ‘토론토 돼지 구하기’의 아니타 크라이츠 그리고 ‘폭탄이 아니라 음식’의 키스 맥헨리를 포함한 그들이 그 선언을 했는데, “우리는 동물을 먹는 것을 멈춰야해요”라고 맥헨리가 말하면서 말이다. 완야마 상자를 만든 은징가 영은 해방 선언을 지지했는데, “내가 신성한 사람들과 안전한 공간에서 시간을 보낼 때, 나는 도살당하는 것을 보고 싶지 않다”고 글을 쓰면서 말이다.

### 코스트코 선전활동
‘파머 존’ 조사 이후에, 엘에이 다저즈 야구 경기를 디엑스이 활동가들은 지속적으로 방해했는데 파머 존의 “다저 도그즈” 핫 도그에 대한 그 팀의 홍보에 저항하면서 말이다. 엘에이, 콜로라도, 그리고 샌프란시스코 만 권역의 활동가들은 많은 경기의 진행 중에 경기장에 뛰어들었는데 그 경기의 현수막은 “다저즈는 동물을 학대한다” 그리고 “동물 해방 지금”이라고 적혀있었다. 활동가들은 그들의 투쟁을 파머 존에 대해 이어갔는데, “동물에 대한 고문과 죽임”에 대한 홍보에 저항하면서 말이다.
파머 존 조사를 디엑스이는 이어나갔는데 코스트코에의 방목한 닭의 알 공급 회사를 조사하면서 말이다. 방목한 닭의 알 공급으로의 전환에 헌신하는 식품 회사들이라는 2016년 경향에서 코스트코는 핵심 선도주자이어왔었지만, 디엑스이에 따르면, 그 전환 이후에 동물 복지의 상황에 대해 그 조사는 의문을 제기했다. 바닥의 죽은 새들을 그리고 다른 새끼닭에 의해 쪼임을 당하는 다친 암탉을 보여주는 동영상을 디엑스이는 공개했다. 한 새는 그것의 부리에 매달린 살점 하나를 가지고 있었다. 디엑스이에 의해 공개된 동영상에 대응해서, 그 공급사는 다음과 같이 주장했는데 그것은 “침입해서 돌아다니기”를 활동가들이 범했다는 것이었고 “그 동영상이 우리의 농장에서 실제로 이루어지고 있는 것을 보여주지 않고 [그 동영상이] 생산 효과를 위해 조작된 것처럼 보인다”는 것이었다. 그 단체는 그 농장에 들어가는 허락을 받지 않았다고, 중견 활동가 웨인 슝은 말했는데, 하지만 그 단체가 어떠한 법도 위반하지 않았다고 그는 주장했는데 왜냐하면 그들이 동물 학대를 의심해왔고 그것이 그 사유재산에 들어갈 권리를 그들에게 주었기 때문이라고 말이다. 그 농장 안에 있는 모든 새들은 파괴되었는데 그 농장 안으로 활동가들이 끌고 온 전염 위험 때문에 그러하다고 공급사는 주장했다. 조사를 수행했던 두 명의 디엑스이 활동가들은 중범죄 물품 절도로 처음에 기소되었고 그 다음에 무단침입이라는 감경된 형량에 대해 항소하지 않았다. 피고인들은 그러고 나서 농장 주인에게 보상하기 위해 331,991달러라는 보상금을 지불하라는 명령을 받았는데 그것은 농장의 모든 병아리를 그가 도살해야만 했다는 그의 주장에 기반한 것이었다. 피고인들은 "개체수가 감소된" 병아리들은 그들이 들어가지 않았던 농장에 있었다고 주장한다.
샌프란시스코의 쏘마(시장 남쪽(South of Market)) 지역의 코스트코에서 투쟁을 '어디에서나 직접 행동'이 전개했다. '어디에서나 직접 행동' 활동가들은 가열차게 상점의 육류 코너를 점거했고 다음과 같은 활동가들의 행동과 관련한 입구 근처에서의 "누워있기"를 했는데 그것은 가짜 피로 서로를 발라주었고 서로 잡아먹는 시늉을 하는 것이었다. 코스트코 공급자들의 논란적인, 암탉에 대한 사육과 그 투쟁은 관련되었다. 그 단체에서 온 활동가들은 많은 “가두지 않고 기르는” 농장이 다음과 같다고 주장했는데 개체수가 너무 많은 우리 안에 병아리들을 수용하고 있고 “휴메인의 인증을 받은” 표식에 의해 강제되는 원칙을 어기고 있다는 것이었다. 열악한 환경을 보여주는, 농장에 대한 잠입 취재를 그들은 공개했다. 위스콘신 뉴 베를린의 코스트코 매장에서 다른 투쟁이 벌어졌다.

### 공개 구조 확대
2016년 12월에, 디엑스이 공개 구조 활동은 ‘만 지역’을 넘어서 확장을 시작했는데 그때는 토론토의 구성원들이 돼지 농장에 대한 조사를 공개했을 때였다. 스웨덴, 독일, 그리고 오스트레일리아의 동물 지지자들과의 국제적으로 공조된 구출에 의해 그 활동은 이어졌다. 2017년 4월에, 콜로라도의 디엑스이 활동가들은 ‘모닝 프레시 팜즈’라는, 가두지 않고 기르는 달걀 공급자에 대한 조사를 실시했다.
2017년에, 디엑스이 활동가들은 유타에 있는 ‘스미스필드 푸즈’가 소유한 ‘서클 포 팜즈’에 들어갔고 두 마리의 아기 돼지에 대한 공개 구조를 실시했는데 이후에 릴리와 리지라고 이름이 지어졌다. 두 마리의 아기 돼지에 대한 광범위한 여러 주들에 걸친 에프비아이 수색을 그들의 구조는 촉발했다. 디엑스이는 가상 현실 동영상을 공개했는데 그것은 시청자를 ‘서클 포 팜즈’의 축사 안으로 데려가서 다음의 것을 보여주는데 그것은 피나고 찢겨진 젖꼭지를 가진 암퇘지; 임신한 암퇘지들인데 그들이 새끼를 낳을 때까지 그들이 사는 좁은 우리의 창살 위로 계속 물어뜯는 암퇘지들; 그리고 죽은 형제자매 그것 위로 기어오르고 그것을 물어뜯는 새끼돼지들이다. 디엑스이에 의한 동영상은 '서클 포 팜즈에서의 공개 구조'와 동시에 [촬영되었는데] 스미스필드 대변인에 의해 조작이라는 말을 들었는데; 서클 포 팜즈의 동물에 대한 부적절한 사육과 학대를 보여줄 의도를 그 동영상이 가진다는 것이다. 같은 해 11월에, 한 무리의 디엑스이 활동가들, 그 중에 배우 알렉산드라 폴이 있었던 그들이 캘리포니아에 본사를 둔 조네벨트 유업, 랜드 오레이크즈 유제품 공급자인 그곳에서의 다음의 것을 포함하는 동물 학대와 관리소홀을 폭로했는데, 그것은 "화씨 19도와 110도 사이의 최저와 최고 온도에서 보호 받지 못 하는, 더러운 우리에 살고 있는 어린 송아지들, 폐렴, 설사, 드러난 상처, 구더기 기생, 그리고 감염으로 고통받는 그들"이었다. 그 활동가들이 한 아픈 송아지에 대한 공개구조를 했는데, 이후에 로즐린이라고 이름을 지었다.
2017년 9월에 디엑스이 활동가들은 소규모의 가금류 도살 수업에 참여했는데 그것은 방목된 닭에 전문성을 가진, 콜로라도 버트하우드의 6 에이커 넓이의 농장인 '긴 그림자 농장'에서 있었다. 그 시설은 동물을 기르고 "가금류 도살 서비스"를 제공한다. "덴버 아기 동물 구출"이라는 이름 아래에서 디엑스이 활동가 에이단 쿡에 의해 주도되어서 그 단체는 봉사자로 위장해서 그 농장에 들어갔고 세 마리의 닭을 가지고 나왔는데, 농장주인의 8살짜리 딸 그녀에게 몇 마리의 새를 잡고 있으라고 부탁하고 그녀에 의해 그렇게 도움을 받은 후에 말이다. 그 행동에 대한 생각은 다양한데, 새를 "구출했다"고 디엑스이 활동가들과 회원들이 주장하는 반면에 농장 주인들은 그것을 "절도"로 생각하면서 말이다. 디엑스이 대변인은 다음과 같이 말했는데 그것은 "비록 동물권 단체가 더 많은 닭을, 그것들을 구입함으로써 구할 수도 있지만, 그 단체는 동물들을 아프게 하는 체제에 동조하는 것에 반대한다"였다. "공개 구조"를 한 디엑스이 활동가들은 농장주에 의한 질문에 다음과 같이 대답했는데, 그것은 "우리는 성소(聖所)에 당신의 닭을 데려갔는데, 거기서 그들이 자유로울 수 있다"였다. 두 마리의 옮겨진 닭은 마이코플라즈마 보균 개체였는데, 그것은 가금류에서 전염성이 강한 호흡기 질병이다. 라리머 카운티 경찰은 많은 중범죄 혐의를 조사했는데 그것은 무단침입, 가축 절도 미수 그리고 가축 절도를 포함한다.
2018년 5월에, 유타 검찰은 여섯 명의 디엑스이 활동가에 대한 중범죄 기소를 했는데 유타 모로니의 칠면조 농장의 환경에 대한 비밀 조사 때문이었고 그 농장은 '노베스트'의 공급자로서 일한다. 디엑스이 조사는 다음을 발견했는데 그것은 "더러운 공장식 헛간 안에 억지로 구겨넣어진 수만 마리의 칠면조인데 거의 서로의 몸 위에 있는 그것들"이었다. 활동가들은 세 마리의 칠면조를 구출했는데 그것들은 질병이나 부상을 앓고 죽음의 문턱에 있는 것이었다. 혐의는 두 가지의 중범죄 절도 혐의를 포함하는데 그것은 각각 5년의 징역에 처해질 수 있는 것이었다. 2018년 10월에 판사의 판결은 3명의 피고인들이 지역사회 봉사를 하도록 하는 것이었는데 경범죄로 그들이 기소된다면 가중 처벌의 조건으로 말이다. 하지만, 웨인 슝과 폴 다윈 피클시머는 최종 선고를 결정하기 위해 추가적인 공판을 거쳐야 한다.
2019년 4월에, 노스 캐롤라이나의 ‘스미스필드 식품’ 농장에 디엑스이 활동가들이 들어갔는데 그곳의 과밀하고 비위생적인 환경을, 그리고 항생제의 과도한 사용을 폭로하기 위해서였다. 많은 아픈 새끼돼지의 그리고 강한 항생제로 가득찬 냉장고의 영상을 입수하는 한편, 그 단체는 생후 6주가 지난 암퇘지, 후에 로리라고 이름이 지어진 그녀를 빼내었고 수의사에게 그녀를 급히 데려갔다. 검사결과는 로리가 다음과 같은 질병을 가졌다고 밝혀냈는데 그것은 폐렴, 빈혈 그리고 항생제에 내성을 가진 포도상구균 감염이었다. 그녀는 이제 동물 보호구역에 산다. 슝은, 그 농장에 대한 구출하기 행동에 관련되었고, 뉴욕타임즈에 다음과 같이 말했는데 그것은 “미국인은 그들의 음식이 생산되는 방식을 알 기본권을 가지지만, 바로 지금, 이 정보를 얻을 유일한 방법은 법을 어기는 것이다.”였다. 타임즈 지로부터의 질문에 대답하면서, 그 단체가 영상을 조작하는 전력을 가지고 있다고 스미스필드는 고발했는데 그 조작은 “대중을 오도하기 위한 그리고 ‘완전한 동물 해방’을 포함하는 그것의 활동 기조에 대한 관심을 얻기 위한” 것이었다고 말이다.
2020년 5월에 디엑스이는 환기팬 전원 차단 (브이에스디) 방식에 대한 영상을 입수하고 공개했는데 ‘아이오와 실렉트 팜즈’ 농장에서 돼지를 죽이는데 사용된 방식이다. 아이오와 실렉트 팜즈의 노동자였던 제보자에 의하면, 돼지들이 폭염과 질식으로 매우 천천히 죽어갔는데 환기 장치가 멈췄을 때 말이다. 맷 존슨은, 브이에스디 영상을 입수하기 위해 농장에 들어갔던 활동가인데, 한 농장으로부터 새끼돼지를 빼내었는데 그 동물에 대한 “공개 구조”를 하기 위해서였다. 이 행동에 대해 존슨에 내려진 공소는 2021년 1월에 취소되었는데 그때는 아이오와 실렉트 팜즈가 증언하지 않기로 결정했을 때였다. 다른, 존슨에 내려진 그 후의 공소들은, 또한 아이오와 실렉트 팜즈에 의해 소유된 농장에서의 행동과 관련된 그 공소들은, 또한 2022년 1월에 갑자기 취소되었는데 변호 측이 간부들과 노동자들을 증언하도록 소환한 후에 말이다. 존슨은, 그 사건들이 재판까지 가기를 바랬는데 농장-재갈법의 합헌성에 도전하기 위해서 그랬던 그는 다음과 같이 말했는데 그것은 “우리는 다음과 같은 전례를 만들고 있는데 그것은 동물들을 그들이 억압 상태에 있는 상황으로부터 구출하는 것은 올바른 할 일이다. 그것은 범죄가 아니다.”라는 것이었다.

## 철학

### "인간적 사기 치기"
디엑스이는 다음과 같은 회사들에 반대해서 진행 중인 선전 활동을 가져왔는데 그것은 “인간적인” 동물 복지의 기준으로 만들어진 식품을 파는 것에 대해 주장하는 회사들이다. 이 선전 활동의 대상들은 다음의 것들을 포함하는데 그것은 수퍼마켓 ‘홀 푸즈 마켓’, 음식점 체인 ‘치포틀레 멕시칸 그릴’ 그리고 많은 농장들이다. 그것의 조사, 대중적 발표와 글쓰기, 투쟁, 그리고 가축 절도를 통하여, 디엑스이는 다음과 같이 생각해왔는데 그것은 그런 회사들이 그들의 농장이나 그들의 공급자 농장의 실제 환경을 왜곡한다는 것이다. 디엑스이는 또한 다음과 같이 주장하는데 그것은 인간적인 방식으로 동물을 기르고 죽이는 것은 가능하지 않다는 것이다.

### 사회 과학
많은 사회 과학 전공 학생을 디엑스이의 이끔이들은 포함하고, 디엑스이 활동가들은 사회 과학을 사용하는 것에 초점을 맞추는데 그들의 투쟁에 그리고 스스로 촉발된 구출에 동참하도록 다른 사람들을 설득하는 것에 있어서 그러하다. 디엑스이는 다음의 것에 기반한 비폭력 시민 불복종에 대한 증거에 관한 기사를 써왔는데 그것들은 정치 과학자인 에리카 체노웨스의 연구이고, 사회학자 더그 맥애덤의 연구에 기반한 사회적 연대의 중요성이고, 네트워크 과학자 던컨 와츠에 의한 연구에 기반된, 대다수의 보통 사람들을 촉발하는 것의 중요성이다.

### 소비자 채식주의를 향한 비판적 태도
디엑스이와 연대하는 활동가들과 작가들은 동물권 운동의 최근의 중점 활동을 비판해왔는데 그것은 개인 채식주의자를 만드는 것 그리고 채식 아이스크림 같은 소비자 상품을 장려하는 것에 대한 것인데 투쟁에 집중하는 것 그리고 사회 정치적 기관들을 바꾸는 것 대신에 말이다. 디엑스이는 다음과 같이 주장하는데 그것은 개인에 대한 집중은 기관을 바꾸려고 하는 것보다 덜 효과적인데, 왜냐하면 개인에 대한 집중은 사람들을 더 많은 것을 하도록 촉발하지 않기 때문이라는 것인데 일단 그들이 동물을 개인적으로 사용하는 것을 중단하면 말이다. 대신에, 운동이 더 빨리 일어나게 하기 위해서 사람들이 행동을 하도록 활동가 집단이 촉발해야 한다고 디엑스이는 주장한다. 디엑스이 활동가들은 다음과 같이 주장해왔는데 그것은 비폭력은 기본적으로 체제를 향한 분노의 그리고 개인을 향한 동정의 발현이라는 것이고 투쟁 행동은 정부, 기업, 그리고 다른 기관에 집중하는 것에 의해 더 성공적일 것이라는 것인데 개인 소비자들을, 그들을 개인적으로 공격하는 것에 의해 방어적으로 만드는 것보다는 말이다.
소비자 채식 선택은 또한 동물에 대한 실제 위협으로부터 벗어난다고 디엑스이의 블로그는 주장해왔는데, 홀 푸즈처럼 동물을 아프게 하고 있는 회사들이 비난을 피하도록 허용하면서 그리고 동물권 활동가들이 그들에 반대해서 행동을 하지 않도록 하면서 말이다. 럿거즈 [대학] 철학자와 동물권 이론가 개리 프랜시온의 토론에서, “채식주의가 아닌, 행동주의가 신념적 기조이다”라고 디엑스이 공동설립자 웨인 슝은 말했다.

## 전략

### 공개 구조
웨인 슝은 패티 마크의 연구를 디엑스이를 위한 영감의 원천으로 말하는데 그는 오스트레일리아 동물권 활동가이고 빅토리아 동물 해방(에이엘브이)의 설립자이다. 에이엘브이 활동가들은 다음의 전략을 유행시켰는데 그것은 위장하지 않고 한밤 중에 농장 안으로 들어가는 것이고 내부의 환경상태를 촬영하는 것이다. 그 전략은 다음과 같은 미국 동물권 운동에서의 더 일반적 형태의 조사활동과 반대의 지점에 서있는데 그것 안에서 위장 카메라를 사용해서 촬영하는 농장 노동자로서 조사자가 행위를 취한다. 공개구조 활동가들은 그들의 접근방식이 개별 동물들의 이야기의 묘사를 허용한다고 강조하는데 왜냐하면 활동가들이 농장에 있는 동물에 초점을 맞출 수, 다른 식으로 병으로 죽을 수도 있는 동물을 구조할 수 [그리고] 그들의 회복을 기록할 수 있기 때문이라고 말이다. 그것은 또한 누구나 취할 수 있는 형태의 투쟁으로 공개구조를 보는데, 전세계의 수천의 공개구조 집단들의 가능성과 목표를 제공하면서 말이다.
디엑스이는 다음과 같은 “인간적인” 회사를 폭로하는 것에의 특별한 열쇠로서 공개구조를 언급해왔는데 그것은 보통 더 작고 침투하기에 더 어렵다. 2016년 4월에, 디엑스이의 세 명의 활동가가 중국 위린, 위린 개고기 축제의 고장에 잠입했는데, 다가오는 그 축제의 준비를 기록하기 위해 그랬는데; 그 도시의 가장 큰 도살장 중 한 곳에서 카메라에 일정한 잔인성을 그들이 잡아낼 수 있었다고 그들은 말했다. 디엑스이의 두명의 활동가는 다음의 것을 밖으로 몰래 가지고 나올 수 있었는데 그것은 도살을 위해 매달린 세 마리의 개와 함께, 그들이 잡아냈던 동영상 촬영본이었다.

공개구조는 다음과 같은 더 작고, “인간적인” 회사에 의해 비난받아왔는데 그것은 디엑스이의 그 전략의 사용의 대상이어왔던 회사이다. 페타루마 농장, 홀 푸즈의 달걀 공급 회사는 조사되었고 디엑스이의 강도 높게 행해진 선전활동과 공개구조의 대상이었다. 조나단 말트, 페타루마 농장의 노동자 그리고 페타루마 농장주 스티븐 말트의 아들은 다음과 같이 말했다, “나의 아빠의 생각은 농장주와 소농장주가 안전에 대해 걱정되어야 하는 슬픈 날이라는 것이다.”
2018년 5월 29일에, 캘리포니아 페타루마의 칼 달걀 농장 밖에서 수백명의 디엑스이 활동가들이 투쟁을 벌였고, 40명의 활동가들이 농장에 들어갔고 살아있고 병든 새를 밖으로 옮겼다. 이 40명의 활동가들이 무단침입 경범죄로 연행되었다. 디엑스이 활동가들은 다음과 같이 믿는데 그것은 주 정부 법에 명시된 캘리포니아의 농장으로부터 동물을 구출할 법적 권리를 그들이 가진다는 것이고, 법정에서 이 권리를 명확하게 하기를 그들이 원한다는 것이다.
2018년 9월 29일 토요일에 주요 공개구조 활동이 벌어졌는데, 아마존에의 그리고 홀 푸즈에의 공급회사인, 그리고 미국에서 가장 큰 페타루마 농장에서 말이다. 많은 죽어가는 암탉들이 더럽고, 과밀집된 농장에서 옮겨졌다. 한 마리의 암탉이 활동가와 이동하도록 허용되었고 피난처로 보내졌지만, 나머지는 동물 보호소에 보내졌고 살아나지 못 했다. 현장에서 67명의 활동가들이 연행되었다고 페타루마 경찰은 보고했다. 연행된 사람은 58명의 활동가였다고 디엑스이는 계산했다. 풀려난 후에, 경찰 위법성에 반대해서 활동가들은 계속해서 투쟁했는데, 그것은 캘리포니아 형법 법전 법령 597의 E부분, 긴급피난의 원칙 아래에서 공개구조에의 권리를 활동가들이 가짐에도 불구하고 벌어진 위법성이었다. 공개구조를 지속하는 것이 허용되도록 활동가들이 계속해서 싸우고 있다.
2018년 5월에, 슝과 네 명의 다른 사람들은 유타에서 다음의 것으로 기소되었는데 그것은 주거침입에, 가축 절도에, 그리고 “불법 행위의 행태”에 이른 것에 대한 중범죄이고 “폭동”에 이른 것에 대한 경범죄이다. 돼지를 데려가는 공개구조에 대한 고화질 동영상을 온라인으로 게시한 후에 그들은 신원확인되었는데 유타 비버 카운티의 스미스필드 식품 시설로부터 말이다. 웨인 슝과 폴 피클시머의 변호인들은 2022년 10월에 모든 일에서 사퇴되었다.

### 대규모 투쟁
활동가 연대체, 그리고 임프라브 에브리웨어 같은 거리 극장 집단, 둘 모두에 의해 영향을 받아서, 다음의 것들을 디엑스이의 과거에서의 이른 활동들은 포함하는데 그것들은 게릴라 시, 수익이 많은 상점에서의 “행동 멈추기”, 반려 동물의 이야기를 그리고 그 이미지를 가지고 ‘아메리칸 미트’의 문을 막는 방해, 그리고 수많은 다른 창조적 노력들이다.
주목할 만한 모든 연대체들 수준의 투쟁이 다음과 같은 2015년 여름의 노력을 포함했는데 그것은 투쟁에 개, 고양이, 그리고 다른 반려 동물을 포함했는데 인간적 지지, 연대, 그리고 동물과의 평등에 대한 상징으로 말이다. 디엑스이는 또한 ‘#종구분주의_반대, #개고기_제발’이라는 전염성 있는 동영상 도전 행사를 각각 2014년, 2015년 9월에 개최했는데, 그것은 디엑스이 활동가 프리야 소니, 켈리 아틀라스, 그리고 제니 매퀸에 의한 동영상이 확산되었을 때 사회연결망 명성을 얻었다.
2018년 3월에, 디엑스이는 샌프란시스코의 시장 케이티 탕의 지지로 ‘공감하는 베이’와 집회를 공동주최했는데 그 시장은 도시에서 털의 판매를 금지하는 노력을 주도했다. 그 달의 다음 어느 날에, 새로운 털의 유통을 금지하도록 만장일치로 샌프란시스코 지방자치단체장들은 투표로 결정했다.

### 공적 행사에 대한 방해
공적인 인물에 대한 많은 눈에 띄는 방해를 디엑스이 연대체의 활동가가 감행해왔다. 2015년 8월에, 아이오와 활동가 맷 존슨은 뉴저지 주지사 크리스 크리스티에게 질문했는데 어미 돼지를 위한 임신 상자틀을 금지하는, 광범위하게 지지되는 법안에 대한 그의 반대에 대하여 그랬고 그 상자틀을 대중은 잔인하다고 일반적으로 간주했다.
존슨은 다음의 것들에 대해 비슷한 방해행위에 들어갔는데 그것들은 오하이오 주지사 존 카시치에 그리고 전 미국 대통령 빌 클린턴에 의한 아이오와 선거유세 행사에서 했던 것을 포함하는, 선거유세 과정이고 ‘아이오와 돼지 공급자들’에서의 전 휴렛 패커드 최고경영자 칼리 피오리나에 의한 방문이다. 아이오와와 인디아나로부터의 많은 활동가들이 또한 추수감사절 전날에 공화당원 기조 포럼을 방해했다.
2016년 1월에, ‘펜실베니아 농장 쇼’의 100주년 기념식에서 펜실베니아 주지사 탐 울프에 의한 연설을 가로막았는데, 돼지, 닭, 그리고 소를 가두고 죽일 이유가 없다고 말하면서 그랬고 개나 고양이에게 그렇게 하는 것이 용납되지 않을 때 말이다. 디엑스이 활동가 잭 그로프는 디엑스이가 다음의 것을 보장하는데 목표를 둔다고 말해왔는데 그것은 “동물에 대한 폭력을 조장하는” 어떠한 행사나 공적 인물이라도 방해 투쟁의 대상이라는 것이다.

2020년 12월 23일에, ‘팍스 비지니스’ 앵커 마리아 바티로모와 존슨은 인터뷰를 가졌는데, 거기서 그는 육류 포장 회사 스미스필드 식품의 최고경영자로 상황을 가정해서 말했다. 그는 다음을 경고했는데 그것은 그것의 농장이 새로운 질병을 위한 “배양 접시”가 될 수 있다는 것, 그리고 그 산업은 “효과적으로 다음 감염병 세계적 유행으로 불러오는 것”이 될 수도 있다는 것인데 모든 네가지 감염병 중 셋은 동물로부터 유래했다는 질병예방센터 보고서를 언급하면서 말이다. 2021년 9월 3일에, 존슨은 도니 디 킹, 타이슨 식품의 최고경영자로 상황을 가정해서 말했는데, 다음과 같이 말하면서, 공기환기 중단을 논의하기 위한 뉴스맥스와의 인터뷰를 위해 말이다:
아주 솔직히, 이것을 말하고 있는 것은 조금 직설적이지 않을 지도 모르지만, 우리의 주요 돼지고기 공급회사들 중 하나가 . . . 그들에게 가능한 가장 경제적인 선택으로 나아갔고 그들은 말 그대로 공장식 축사 안에 수천 마리의 돼지를 몰아넣었다. 그리고 그들은 열기와 수증기를 안에 펌프질했고, 그들은 정말로 완전히 돼지를 산채로 굽고 있었다.
2022년 4월에, 디엑스이 활동가들은 세 번의 미네소타 팀버울브즈의 플레이오프 게임을 방해했는데 활동가가 경기 진행 중에 경기자에 들어갔을 때 말이다. 그 투쟁은 렘브란트 엔터프라이즈 농장에 의한 동물 학대 행위 의혹에 대한 것이었다고 디엑스이는 말했는데, 팀버울브즈 같은 엔비에이 농구 팀도 글렌 테일러에 의해 소유된다.
2022년, 9월 8일에 소피 경기장에서의 국제 풋볼 경기의 2022 시작 경기에서 4 쿼터 동안에 분홍색 연기 폭탄을 가지고 다니며 두 명의 디엑스이 활동가들이 운동장 위에서 달리고 다녔는데 로스앤젤레스 램즈와 버팔로 빌즈 간의 경기를 방해하면서 말이다. 그 두 명의 활동가들은 스미스필드 식품에 건 소송에 관심을 모으고 있었는데 그들의 공장식 농장 운영과 관련해서 말이다. 한 달도 안 지나서, 레비즈 경기장에서의 램즈와 샌프란시스코 포티나이너즈 간의 4주차 경기 동안에, 또다른 디엑스이 활동가가 전반 끝 무렵에 운동장 위로 달리고 다녔는데, 또 분홍색 연기 폭탄을 가지고 다니고 이전의 사건의 두 명의 활동가와 비슷한 셔츠를 입고 있으면서 말이다. 램즈 라인배커 바비 와그너와 수비 꼬리 타카리스트 매킨리가 램즈의 중앙선 앞 가까이에서 그 난입한 활동가를 태클했는데 그가 보안요원에 의해 경기장 밖으로 끌려나가기 전에 말이다.

## 비판
어디에서나 직접 행동은 다음으로부터 비판을 받아왔는데 그것은 채식주의와 비채식주의 소비자이고, 그들이 목표로 삼아왔던 가게와 농장이다. ‘독립 저널 평론’의 베니 존슨은 버클리에서의 그들의 투쟁 전략을 “괴롭히기”로 불렀는데 2017년 여름의 버클리 투쟁과 관련해서 말이다. 앨리스 워터즈, 쉐이 퍼니스의 소유주는, 일부의 이 투쟁들의 대상이었고 그것들을 “분풀이”라고 불렀고 디엑스이 활동가들이 “그들의 숙제를 할 필요가 있다”고 [말했다]. 이 투쟁과 그리고 인간적 음식에 대한 시위자들 생각과 관련해서, 워싱턴 포스트에 보낸 이메일에서 ‘휴메인 인증 기관’ 이사, 미미 스타인은 다음과 같이 말했는데 그것은 디엑스이는 다음의 것을 저해하려고 시도하고 있다였고 그것은 사실상 윤리적으로 생산된 제품에의 소비자 신뢰이고 매우 바람직한 전통 사업 모델을 되살리려는 좋은 신념을 가지고 일하고 있는 사업체이다… 디엑스이가 부끄럽다!”였다. 채식 잡지 이코라지의 로렌-엘리자베스 맥그래스가 2016년에 다음과 같이 말했는데 그것은 “그들은 매일 고기를 먹는 사람의 하루하루를 방해하는 것에 목표를 맞춘 단체이지만, 그냥 그것을 넘어서도록 그들을 촉발하는데 실패한다”였고 맥그래스는 그 단체 내의 인종주의에 대해 의혹을 제기했다.
캐롤 애덤스, 채식-여성주의자 그리고 ‘고기의 성적 정치학’의 저자는 디엑스이 발언자를 섭외하는 행사를 그녀는 의도적으로 거부한다고 그녀의 블로그에 게시했는데, [행동주의]뿐만 아니라 광신주의 둘모두[와 관련해서] 비생산적인 집단이다”라고 말하면서 말이다.

## 같이 보기
- 비거니즘